# Tuxpan (Jalisco)
Tuxpan ist eine Kleinstadt im Süden des mexikanischen Bundesstaates Jalisco, Verwaltungssitz des Municipio Tuxpan an der Bundesstraße zwischen Guadalajara und Colima. Im Volksmund ist Tuxpan wegen der vielen regionalen Feiertage auch als „Ort des ewigen Festes“ bekannt. Tuxpan bedeutet in der indigenen Sprache Nahuatl „Ort der Hasen“ oder „Ort oberhalb des Flusses“ (tochpan).

## Geographie

### Lage
Tuxpan liegt an der Autobahn zwischen Colima und Guadalajara. Es liegt durchschnittlich 1900 Meter über dem Meeresspiegel. Durch das Gemeindegebiet fließt der Fluss Tizatirla.

### Klima

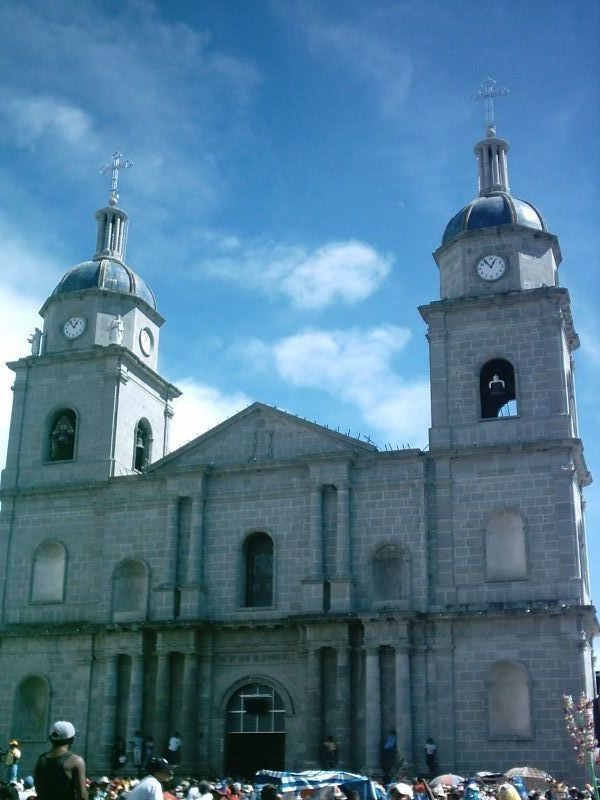
Der Tempel in Tuxpan

Durch die Höhe ist das Klima in Tuxpan gemäßigt. Die Durchschnittstemperatur sind 21 °C, mit Höchstwerten von 30 °C und Tiefstwerten von 13 °C im Jahresverlauf.

## Geschichte

### Prähispanische Zeit
Die Besiedelung dieser Region geht auf die Purépecha zurück, die bis 1510 allerdings fast vollkommen verdrängt wurden. Grund waren Streitigkeiten mit den Völkern aus der Region von Colima. Die Gründung Tuxpans wird in der Gemeindechronik auf 642 n. Chr. im Zuge der toltekischen Völkerwanderung datiert.

### Kolonialzeit
Anfang 1522 wurde die Region von den spanischen Kapitänen Cristóbal de Olid und Juan Rodríguez de Villafuerte entdeckt und kolonialisiert. Gegen 1523 nahm Francisco Cortés de San Buenaventura die Stadt Tochpan ein. 1532 begann die Evangelisierung der Indios durch Juan de Padilla, der von Zapotlán kam. 1536 wurde ein Franziskanerorden gegründet, um die katholische Lehre zu verbreiten.  Gegenüber der Kirche, die Johannes dem Täufer geweiht wurde, erbaute man im Kreuzgang ein stehendes Kreuz, das heute das älteste bestehende Bauwerk der Kolonialzeit in Jalisco ist.

### Tuxpan nach der Unabhängigkeit Mexikos
1825 bekommt Tuxpan eigene Gemeinderechte. 1903 wurde Tuxpan als unabhängig von Department Tamazula erklärt und in den Zuständigkeitsbereiches des Departamentos von Ciudad Guzmán überführt. Erst 1969 bekommt Tuxpan eigene Stadtrechte.
Am 15. April 1941 wird Tuxpan beinahe vollständig von einem Erdbeben zerstört. Erst am 20. November 1951 kann der Stadtmarkt eingeweiht werden und weitere 3 Jahre vergehen bis Februar 1955, in dem die Innenstand neue Portale bekommt. Dadurch hat der Ort sein heutiges Gesicht erhalten.

## Politik
Der Bürgermeister ist Felipe de Jesús Rúa Vázquez vom PRI.

## Wirtschaft und Infrastruktur
Ein wichtiger Wirtschaftsfaktor in Tuxpan ist die Papierfabrik in Atenquique und die damit verbundene Holzwirtschaft. Diese Fabrik war vor der Privatisierung eine der wenigen staatlichen Firmen, die Gewinne erzielte. Daneben ist der Anbau von Zuckerrohr und die Viehwirtschaft von Bedeutung. In den letzten Jahren bemüht man sich zunehmend, Touristen nach Tuxpan zu locken.

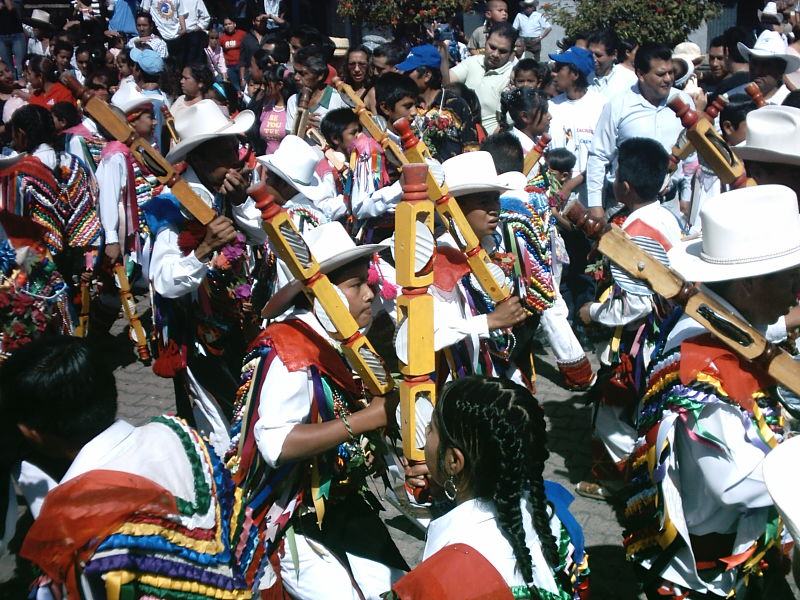
Die berühmten Tänzer von Tuxpan bei der Fiesta de San Sebastián

## Tourismus

### Sehenswürdigkeiten

#### Stadtmuseum Tuxpan
Im Zentrum von Tuxpan befindet sich das Stadtmuseum. Hier finden sich Exponate von der prähispanischen Zeit bis zur Gegenwart. An das Museum ist ein historisches Forschungszentrum angeschlossen.

#### Señor del Perdón
Die Darstellung Señor del Perdón zieht besonders viel Touristen nach Tuxpan. Das Bildnis wurde von den ansässigen Franziskanern in Oaxaca für 300 Pesos gekauft und nach Tuxpan gebracht. Ab 1862 werden ihm verschiedene Wunder zugeschrieben, 1866 errichtete der Pfarrer José M. Partida einen eigenen Altar für das Bildnis. Vermutlich wurde das Bild von Luis de la Cerda y Matías in Pátzcuaro geschaffen. Die erste Erwähnung findet sich am 23. Dezember 1593 in den Chroniken von Don Antonio Tello. Es wurde wegen seines Wertes lange Zeit unter einem Stoffbezug verborgen gehalten und nur zu besonderen Anlässen gezeigt.

#### Atenquique
Viele Touristen kommen auch wegen Atenquique und der verschütteten Kirche nach Tuxpan. 1955 hatte dort eine Schlammlawine den gesamten Ort verschüttet. Sichtbar sind heute nur noch Teile der damaligen Kirche, die mittlerweile in einen Park integriert sind.

### Bräuche und Traditionen
Tuxpan ist als die „Stadt des ewigen Festes“ bekannt. Mit einem gewissen Stolz werden daher eine Vielzahl von Bräuchen und Traditionen gefeiert, die sonst womöglich in Vergessenheit geraten wären. Neben einer unübersichtlichen Vielzahl von Festen, die nur einzelne Stadtviertel begehen, gibt es viele Feste, die der ganze Ort feiert. Die wichtigsten Feste sind:
- Fiesta de San Sebastián (letzte Januarwoche bis 2. Februar): Tanz der Maskierten (Danza de Los Chayacates)
- Día de La Candelaria (Mariä Lichtmess, 2. Februar)
- Celebración de la Semana Santa (Feier der Karwoche): mit den sogenannten Veladas al Señor del Perdón bis zum Karfreitag, an dem geschmückte Wagen durch die Stadt ziehen, um die Stationen des Kreuzwegs darzustellen
- Fiesta patronal del Señor del Perdón (zweite Maihälfte): großes Volksfest mit Krönung der Königin, Kunsthandwerk, Stierkämpfen, Tänzen, Serenatas, den Tänzen der Sonajeros und Feuerwerk; zu Ehren des Stadtpatrons
- Día de los Muertos (Allerseelen, 2. November): Wie im übrigen Land werden den Verstorbenen Lebensmittel, Blumen und Kerzen gebracht. Daneben gibt es eine Prozession, bei dem das Bild Las Almas de Cristo mitgetragen wird.
- Weihnachten: verschiedene weihnachtliche Tänze (Danza de los Sonajeros, Danza de los Paixtles, Danza de Los Moros)

### Gastronomie
Besonders berühmt sind die Tacos Tuxpeños mit Schweinefleisch, die in einem scharfen Öl frittiert werden. Coachala ist ein weiteres Gericht, das aus Tuxpan kommt.

## Söhne und Töchter der Stadt
- Brígido Ibarra González, Maler und Skulpteur
- Enrique Reyes Barreda (1927–2012), Musiker
- Francisco Castrejón (* 1946), Fußballspieler
- Jesús Munguía Orozco, Musiker
- Leonardo Viera Contreras (1907–1977), römisch-katholischer Bischof von Ciudad Guzmán
- María de Jesús Patricio Martínez (* 1963), Ärztin und Präsidentschaftskandidatin
- María Teresa Naranjo Ochoa, Pianistin
- Miguel Vázquez Figueroa, Musiker
- Víctor Campos, Maler